# Угольная промышленность Китая
Китай — крупнейший производитель и потребитель угля. Он также занимает первое место в мире по потреблению электричества, полученного в процессе сжигания угля.
В 2022 году коммунистическая партия Китая одобрила строительство новых угольных электростанций общей мощностью 106 ГВт. Это в 4 раза превышает уровень 2021 года.

## Поток ресурсов

### Запасы угля
В конце 2014 года запасы каменного и бурого угля в Китае составляли 62 млрд тонн и 52 млрд соответственно. Китай занимает третье место в мире по совокупным запасам угля, уступая лишь США и России. Большая часть запасов находится на севере и северо-западе страны, что создаёт проблемы для снабжения электроэнергией более густонаселенных прибрежных районов. При нынешнем уровне производства, Китай располагает запасами на 30 лет.

### Добыча угля
Китай является крупнейшим производителем угля в мире, но из-за падения цен на уголь в 2015 году произошло массовое сокращение угольных шахт на северо-востоке страны.
| Год  | Добыча    | Импорт    | Экспорт   |
| Год  | млрд тонн | млрд тонн | млрд тонн |
| ---- | --------- | --------- | --------- |
| 2000 | 1.00      |           |           |
| 2005 | 2.19      |           |           |
| 2006 | 2.38      |           |           |
| 2007 | 2.62      |           |           |
| 2008 | 2.72      |           |           |
| 2009 | 2.96      |           |           |
| 2012 |           |           | 0,012     |
| 2013 |           |           | 0,010     |
| 2014 | 3.89      |           | 0,008     |
| 2015 | 3,67      | 0,204     | 0,008     |
| 2016 | 3,34      | 0,256     | 0,011     |
| 2017 | 3,49      | 0,271     |           |
| 2018 | 3,52      | 0,281     |           |

За I квартал 2019 года в Китае было добыто 812 млн т угля, что на 0,7 % больше, чем за аналогичный период прошлого года. Более трети добычи (69 % в 2018 году) приходится на три провинции на севере и в центре страны: Внутреннюю Монголию, Шаньси и Шэньси.
| млн тонн            | 2015   | 2016   | 2017   | 2018   |
| Внутренняя Монголия | 906,7  | 831,8  | 913,8  | 933,3  |
| Шаньси              | 934,5  | 810,3  | 850,6  | 875,7  |
| Шэньси              | 518,7  | 504,0  | 572,3  | 618,9  |
| Синьцзян            | 144,9  | 156,7  | 167,1  | 169,9  |
| Гуйчжоу             | 167,7  | 166,2  | 172,2  | 142,9  |
| Шаньдун             | 142,2  | 128,3  | 128,6  | 121,7  |
| Прочие регионы      | 853,4  | 745,4  | 684,6  | 657,7  |
| ИТОГО               | 3668,0 | 3342,7 | 3489,0 | 3520,0 |

Спрос на электроэнергию продолжает повышаться; так к 2013 году он вырос приблизительно в два раза. Потребность в угле возросла в Китае очень быстро, и спрос продолжает превышать добычу из-за таких факторов, как жёсткие меры, осуществлённые властями в отношении шахт, признанных небезопасным, сильно загрязняющими окружающую среду или экономически неэффективными. Некоторые из них были закрыты в связи с проведением в Пекине летних Олимпийских игр 2008 года.
6 июля 2008 года в Центральном и Северном Китае, 2,5 % от общего числа угольных электростанций в стране (58 единиц или 14,020 МВт) пришлось закрыть из-за нехватки угля. Это заставило местные власти ограничить потребление электроэнергии и опубликовать предупреждение об отключении энергии. Дефицит угля отчасти объясняется закрытием малых угольных шахт, находящихся в аварийном состоянии.
В 2011 году 7 китайских компаний, занимающихся добычей угля, извлекли около 100 млн тонн угля. Этими компаниями были: Shenhua Group, China Coal Group, Shaanxi Coal and Chemical Industry, Shanxi Coking Coal Group, Datong Coal Mine Group, Jizhong Energy, and Shandong Energy. Компания Shanxi Coking Coal Group являлась крупнейшим производителем коксующегося угля
.
В 2015 году официальная статистика показала, что раннее публикуемые данные о выбросах систематически занижали показатели на 17 %, что сопоставимо по объемам со всеми выбросами СО2 в Германии.

#### Внутренняя Монголия
Самый большой открытый угольный разрез в Китае расположен в Хар-Ус-Нуур в автономной области Внутренняя Монголия. Добыча угля здесь ведется с 20 октября 2008 года и управляется корпорацией Shenhua Group. В четвертом квартале 2008 года объем добычи угля составил 7 млн тонн. С предполагаемым годовым объемом добычи в 20 млн.тонн угля, угольный разрез будет работать в течение 79 лет. Общее количество запасов угля составляет около 1.73 млрд тонн. Добываемый здесь уголь отличается низким содержанием серы. Объемы производства во Внутренней Монголии стремительно увеличиваются: в 2009 году добыча угля достигала 637 млн тонн. Транспортировка угля из этого региона в морские порты на побережье Китая перегружает транспортные магистрали, такие как Национальное шоссе 110, что приводит к постоянным пробкам и задержкам доставки.

## Потребление угля
В 2010 году расход угля в Китае составил 3,2 млрд тонн в год. Национальная комиссия развития и реформ, формирующая энергетическую политику Китая, стремится сохранить расход угля в Китае меньше 3,8 млрд тонн в год.
В течение первых трех кварталов 2009 года в Китае расход угля увеличился на 9 % с 2008 года и достиг 2,01 млрд метрических тонн.
Большая часть угля используется в производстве электроэнергии. Кроме того, его используют на многих предприятиях в промышленных целях и для домашнего потребления.
Одним из наиболее приоритетных направлений использования угля является производство синтетического жидкого топлива (СЖТ). В 2008 г. во Внутренней Монголии был построен первый в Китае завод по производству СЖТ из угля мощностью 1,0 млн т топлива в год. Оператором проекта является «Shenhua Group». В 2009 г. были введены в эксплуатацию заводы в Ордосе («Inner Mongolia Yitai Coal», 160 тыс. т в год) и Цзиньчэне («Jincheng Anthracite Mining», 300 тыс. т метанола).
| Где используется       | Антрацит | Коксующийся Уголь | Другие виды |
| ---------------------- | -------- | ----------------- | ----------- |
| Домашнее использование | 0        | 0                 | 71.7        |
| Промышленность         | 24.6     | 16.3              | 342.1       |
| Электростанции         | 0        | 0.2               | 1305.2      |
| Тепловые станции       | 0        | 0.19              | 153.7       |
| Другие сферы           | 0        | 359.2             | 84.0        |

### Выработка электроэнергии
Распределением энергии, получаемой за счет сжигания угля, занимается государственная электросетевая корпорация.
В области переработки угля более популярной технологией является помол угля вместо более совершенной и предпочтительной газификации угля. Причиной тому является переход Китая к более открытой экономике в 1990-х годах, когда бизнесу требовался быстрый результат. К 2010 году планируется строительство установки комплексного комбинированного цикла газификации (МГИК). Кроме того, менее 15 % заводов оборудованы десульфационной системой.

### Промышленное использование
Промышленность является крупнейшим потребителем энергии в Китае, большая часть которой вырабатывается на угольных ТЭС. Один из основных потребителей — металлургия. 

### Домашнее использование
В городах запрещено использовать уголь для домашнего потребления, однако в сельской местности его по-прежнему применяют. Чаще всего используются невентилируемые печи, из-за чего в воздух попадает большое количество токсичных металлов, приводя к плохому качеству воздуха в помещениях. Кроме того, люди едят пищу, приготовленную на углях, содержащих токсичные вещества, такие как мышьяк, фтор, полициклические ароматические углеводороды и ртуть. Они становятся причиной многих болезней, в том числе отравления мышьяком, флюороза скелета (более 10 млн людей в Китае страдает данным заболеванием), рака легких и пищевода, отравлением селена
В 2007 году использование угля и биомассы (твердое топливо) для бытовых целей было почти повсеместным в сельских домохозяйствах, но снижалось в городских домах. В то время, согласно оценкам, 420 000 людей в год преждевременно умирали из-за загрязнения воздуха в домах. Это показатель даже выше, чем количеством смертей из-за загрязнения атмосферы, оценивающееся 300 000 смертями в год. Причинами смерти стали респираторные заболевания, такие как рак легких, хроническая Обструктивная болезнь легких (ХОБЛ), ослабление иммунной системы и снижение функции легких. Уровень загрязнения воздуха в домах, где используется твердое топливо, в целом превысил принятые в Китае стандарты качества воздуха. Технологии, такие как дымоходы и модернизированная биоэнергия, существуют для того, чтобы улучшить качество крытого воздуха, но нужно больше поддержки, чтобы результаты стали ощутимы.

### Международная торговля
Китай является нетто-импортером угля. В 2016 году импорт составил 256 млн т, а экспорт — всего 11 млн т. В 2018 г. импорт всех видов угольного топлива составил 281 млн т. Крупнейшими поставщиками угля в Китай являются Индонезия (125,6 млн т в 2018 г.), Австралия (52,4 млн т) и Россия (23 млн т).  Индонезийский уголь менее калорийный (низшая теплота сгорания 3400—5000 ккал/кг) и в целом не высокого качества, тогда как австралийские и российские угли, отгружаемые на экспорт, обладают более высокой теплотой сгорания — от 5500—6000 ккал/кг. В I кв. 2019 г. импорт угля из России сократился на 2,8 %, до 6,1 млн т, а из Австралии — на 26,6 %, до 10,6 млн т. Китай с 2018 г. ввел систему квотирования импорта, чтобы поддержать цены на уголь внутренних производителей, от которой пострадали прежде всего австралийские поставщики. С начала 2019 года Китай ввел неофициальные ограничения по разгрузке австралийских сухогрузов с углем в портах, что резко увеличило сроки обработки грузов. В качестве причины таких действий называются политические разногласия между странами.

## Углеродный след
В 2014 году количество выбросов углекислого газа из Китая составило около 28,8 % от общемирового, равное 10,4 миллиардам тонн Со2 выбросов
Считается, что дальнейший рост угольной энергетики в Китае может негативно сказаться на международных инициативах по снижению выбросов углерода, таких как Киотский протокол, который призывает снизить количество выбросов до 483 млн тонн к 2012 году. В то же время, предполагается, что угольные электростанции в Китае увеличат выброс СО2 до 1,926 млн тонн, то есть более чем в 4 раза по сравнением с предложенным сокращением.
| 1998                                       | 1999  | 2000  | 2001  | 2002  | 2003  | 2004  |       |
| ------------------------------------------ | ----- | ----- | ----- | ----- | ----- | ----- | ----- |
| CO2 от угля                                | 2,363 | 2,287 | 2,339 | 2,472 | 2,518 | 2,731 | 3,809 |
| CO2 от природного газа                     | 47    | 51    | 57    | 64    | 69    | 72    | 83    |
| CO2 от нефти                               | 531   | 566   | 636   | 653   | 686   | 737   | 816   |
| Общее количество CO2 от горючих ископаемых | 2,940 | 2,905 | 3,033 | 3,190 | 3,273 | 3,541 | 4,707 |
| Source: DOE/EIA                            |       |       |       |       |       |       |       |

### Попытки по уменьшению количества выбросов
По данным Всемирного банка, загрязнение воздуха в Китае становится причиной смерти 750 000 человек каждый год. В ответ на рекордно высокий уровень загрязнения воздуха в 2012 и 2013 годах, Государственный Совет выпустил в сентябре 2013 г. комплекс мероприятий по предупреждению и контролю загрязнения воздуха, тем самым установив, что необходимо сократить долю угля в китайском энергобалансе до 65 % к 2017 году. С ростом общественной озабоченности, также растет число протестов. Например, в декабре 2011 года правительство приостановило планы по расширению электростанции, работающей на угле в городе Хаймень, после того как 30000 местных жителей устроили протест из-за того, что «угольная электростанция привела к росту числа больных раком среди местных жителей, а загрязнение окружающей среды снижает улов местных рыбаков». .
В дополнение к экологическим проблемам и проблемам здравоохранения внутри страны, зависимость Китая от угля вызывает озабоченность во всем мире. В значительной степени из-за выбросов, вызванных сжиганием угля, Китай в настоящее время является главным производителем двуокиси углерода, что означает, что Китай ответственен за четверть выбросов от общего объема. Согласно исследованиям, даже если бы Америка сократило количество выбросов до 0, объем загрязнения вернулся бы на тот же уровень в течение четырех лет в результате действий лишь одного Китая. «Страна предприняла шаги по борьбе с изменением климата, пообещав сократить свою углеродоемкость (количество CO2, произведенного на доллар экономической продукции) примерно на 40 % к 2020 году по сравнению с уровнями 2005 года. Reuters сообщает, что» выбросы и потребление угля будут продолжать расти в течение 2020 — х годов, хотя и более медленными темпами. Другими словами, достижение целевых показателей углеродоемкости потребует значительного изменения способов потребления угля и выбросов углерода." С этой целью Китай объявил о плане инвестировать 2,3 трлн юаней ($376 млрд) до 2015 года в проекты по энергосбережению и сокращению выбросов углерода. .
Первую угольную китайскую электростанцию, использующую комбинированный цикл комплексной газификации (IGCC), который представляет собой процесс газификации угля, превращающий уголь в газ перед его сжиганием, планируется открыть в 2009 году в Тяньцзине недалеко от Пекина. Эта станция мощностью $5,7 млрд. 650 МВт, разработанная в рамках проекта GreenGen, станет совместным предприятием группы государственных предприятий и Peabody Energy. В дополнение к этим проектам газификации угля, стоит отметить, что в среднем, угольные заводы Китая работают более эффективно, чем в Соединенных Штатах, из-за того, что они относительно новые.
В сентябре 2011 года Министерство охраны окружающей среды Китая ввело новые стандарты для тепловых электростанций относительно NOx и ртути, а также ужесточило стандарты по выбросам SO2 и сажи. Новые угольные электростанции начнут работу согласно новым стандартам с начала 2012 года, а старые электростанции — с середины 2014 года. Они также должны соблюдать новый стандарт для ртути к началу 2015 года. По оценкам, такие меры могут привести к сокращению выбросов NOx электростанциями на 70 %
В 2012 году промышленный конгломерат China Wanxiang Holdings подписал контракт с американской компанией GreatPoint Energy на $ 1,25 млрд на строительство крупномасштабного завода с использованием каталитического процесса гидрометанации GreatPoint во время газификации угля. Технология преобразует уголь в природный газ и позволяет извлекать загрязняющие вещества из угля, нефтяного кокса и биомассы в качестве полезных побочных продуктов. Самое главное, почти весь CO2, произведенный в процессе, улавливается как чистый поток, подходящий для секвестрации или повышения нефтеотдачи. Общий проект обойдется примерно в $ 20-25 млрд и будет поставлять триллион кубических футов природного газа. Это представляет собой огромный скачок в масштабах внутреннего производства для Китая, который в прошлом году добыл только 107 миллиардов кубических футов природного газа. Сделка включает в себя инвестиции в размере $420 миллионов. Согласно отраслевому трекеру VentureSource, это крупнейшая из когда-либо заключаемых сделок между китайской корпорацией и американской венчурной компанией.
Китай является первой страной с однопартийной правительственной системой, предпринявшей шаги по созданию общенациональной системы торговли квотами на выбросы.

### Пекин
Китай решил закрыть последние четыре угольные электростанции и тепловые станции в муниципальном районе Пекина, заменив их газовыми станциями, для того чтобы улучшить качество воздуха в столице. Четыре завода, принадлежащие Huaneng Power International, Datang International Power Generation Co Ltd, China Shenhua Energy и Beijing Jingneng Thermal Power Co Ltd, имели общую мощность около 2,7 гигаватт (ГВт). Первая электростанция закрылась в 2014 году, две другие-в 2015 году, а последняя-в 2017 году.

### Пожары в угольных шахтах
По оценкам, в результате пожаров на угольных шахтах в Китае ежегодно сжигается около 200 млн кг угля. В северном районе Шаньси часто происходят небольшие незаконные пожары. Местные шахтеры могут использовать заброшенные шахты для укрытия и преднамеренно устраивать такие пожары. Согласно одному исследованию, это составляет 360 млн метрических тонн выбросов двуокиси углерода в год, что не отражено в предыдущих показателях выбросов.
Автономная область Внутренняя Монголия, расположенная в северной части Китая, объявила о планах по тушению пожаров в регионе к 2012 году. Большинство этих пожаров были вызваны опасными методами добычи угля во время плохой погоды. Для этих целей было выделено 200 миллионов юаней (29,3 миллиона долларов).

## Несчастные случаи и смерти
В 2003 году уровень смертности на добываемый 1 миллион тонн угля был в 130 раз выше, чем в Соединенных Штатах, в 250 раз выше, чем в Австралии, где уголь добывают в открытых шахтах, и в 10 раз выше, чем в Российской Федерации (подземные шахты). Однако показатели безопасности на крупных государственных угольных предприятиях были значительно выше, чем показатели вышеперечисленных стран. Тем не менее, в 2007 году Китай произвел треть мирового угля, хотя при этом четыре из пяти людей, задействованных в данном процессе, погибали. Важно также отметить, что, согласно отчету за 2014 год Министерства труда США о детском и принудительном труде по всему миру угледобывающая промышленность Китая прибегает к принудительному труду и работники более подвержены опасностям данного вида деятельности. ,

### Заболевания легких
Многие другие случаи смерти также являются результатом, хотя и косвенным, опасных выбросов угольных электростанций. Хроническая обструктивная болезнь легких (ХОБЛ), связанная с воздействием тонкодисперсных частиц, SO2 и сигаретного дыма среди других факторов, составила 26 % от количества всех смертей в Китае в 1988 году. В докладе Всемирного банка, подготовленного при сотрудничестве с правительством Китая, отмечается, что около 750 000 человек ежегодно преждевременно умирают от загрязнения воздуха. Позже китайское правительство попросило исследователей смягчить выводы
Много людей умирает при добыче и переработке угля. В 2007 году 1084 из 3770 смертей рабочих были вызваны взрывами газа. Известно, что на малых шахтах (которые составляют 90 % от числа всех шахт) уровень смертности значительно выше. Чтобы сократить смертность на 20 % к 2010 году, правительство Китая запретило открывать новые угольные шахты с высокой газовой опасностью и мощностью менее 300 000 тонн. Правительство также пообещало закрыть 4000 небольших шахт для повышения безопасности промышленности. Уже в конце 2006 года примерно 2,657,230 людей работали на государственных угольных шахтах.

### Аварии
Правительство начало борьбу с нерегламентированной горнодобывающей деятельностью, на которую приходится почти 80 процентов от 16 000 шахт страны. Закрытие примерно 1000 опасных малых шахт помогло сократить вдвое среднее число несчастных случаев со смертельным исходом, сообщило правительство. Взрывы газа в угольных шахтах остаются проблемой, хотя количество несчастных случаев и смертей постепенно уменьшается из года в год, сказал глава государственной администрации безопасности труда Ло Линь на национальной конференции в сентябре.
По данным центрального правительства, за первые девять месяцев 2009 года на угольных шахтах Китая произошло 11 крупных аварий, в которых погибло 303 человека, при этом главными причинами стали взрывы газа. Большинство несчастных случаев связано с несоблюдением правил безопасности, включая отсутствие необходимой вентиляции или противопожарного оборудования.
По неофициальным оценкам, число жертв часто превышает официальные показатели в 2 раза. С 1949 года было зарегистрировано более 250 000 смертей от добычи угля. Однако с 2002 года число жертв постепенно сокращается, а добыча угля быстро растет, удвоившись за тот же период. 

### Статистика
| Год  | Количество несчастных случаев | Смерти | Количество смертей на миллион тонн угля |
| ---- | ----------------------------- | ------ | --------------------------------------- |
| 2000 | 2,863                         | 5,798  | 5.80                                    |
| 2001 | 3,082                         | 5,670  | 5.11                                    |
| 2002 | 4,344                         | 6,995  | 4.93                                    |
| 2003 | 4,143                         | 6,434  | 4.00                                    |
| 2004 | 3,639                         | 6,027  | 3.01                                    |
| 2005 | 3,341                         | 5,986  | 2.73                                    |
| 2006 | 2,945                         | 4,746  | 1.99                                    |
| 2007 | 3,770                         | 1.44   |                                         |
| 2008 | 3,210                         | 1.18   |                                         |
| 2009 | 1,616                         | 2,631  | 0.89                                    |
| 2010 | 2,433                         |        |                                         |
| 2011 | 1,973                         |        |                                         |
| 2012 | 1,301                         |        |                                         |
| 2013 | 1,049                         |        |                                         |

Источник: Государственное управление безопасностью труда

## Международная реакция
В октябре 2008 года Гринпис, Всемирный Фонд Дикой природы и Энергетический Фонд опубликовали отчет под названием «Истинная стоимость угля» (The True Cost of Coal), в котором говорилось, что такие последствия сжигания угля, как загрязнение воды, воздуха, а также увеличивающееся число смертей, обходятся Китаю дополнительно в 1,7 триллиона юаней в год, то есть более 7 % ВВП. Они рекомендовали Китаю увеличить цену на уголь на 23 %, чтобы показать истинную цену зависимости Китая от угля.
Другие специалисты заметили, что Китай играет ведущую роль в вопросе по развитию более чистых методов использования угля в качестве источника электроэнергии. Например, Китай построил новые сверхкритические угольные электростанции (КПД~44 %) раньше чем это сделала Америка. Китайский угольный комплекс по данным на 2017 год имеет среднюю эффективность (38,6 %) по сравнению с США (37,4 %). В 2009 году Китай потребовал от компаний, строящих новые заводы, закрывать старые производства.
В 2015 году исследование МВФ показало, что Китай имеет самое большое воздействие на загрязнение атмосферы в мире..